# ノマドマーケティング
ノマドマーケティング株式会社（英: NOMAD MARKETING Co., Ltd）は、東京都渋谷区に本社を置き、イベントプラットフォーム事業を行っている日本の企業である。

## 概要
2005年、慶應義塾大学に在学していた設立者の三輪賢治はイベント・サークルに所属しており、卒業した後に個人のオーガナイザーとなる。その後インターネットの世界に未来を感じ、自身でパーティーサイトを立ち上げる（2009年）。それが現在のイベントパーティーサイト「e-venz（イベンツ）」となり同社の主要事業となる。
2021年現在はイベントプラットフォーム事業を中心に展開している。

## 主要サイトe-venz
2009年のリリース時はパーティー色の強かったサイトだったが、少子高齢化による婚活・街コンブームに合わせるかたちとなり婚活パーティーや街コンをはじめ、その他国際交流パーティーなど様々なジャンルのイベントを提供している。
それに伴い現在に至るまで約４度のマイナーチェンジやリニューアルを行っており、よりエンドユーザーに使いやすいサイトになる為、日々改善を行っている。